# Miquel Macip i Astor
Miquel Macip i Astor (Gandesa, Terra Alta, 1580 - Tortosa, 4 de juliol de 1645) fou un canonge de la Seu de Tortosa des del 1609.
Fill d'un mercader, s'ordenà sacerdot i es feu càrrec el 1604 de la vicaria del séu poble, fins que el 1609 prengué possessió d'una canongia de Tortosa, a la mort del seu oncle Pere Astor.
És autor del primer episcopologi de Tortosa i d'una documentada història de la càtedra (Notas antiguas de esta catedral, 568 folis), inèdita, conservada a l'Arxiu Capitular d'aquesta ciutat (ms. 21), que ha estat la font d'estudi per als historiadors tortosins posteriors. El 1620 fou escollit oïdor de comptes de l'estament eclesiàstic de la Diputació del General de Catalunya, per la qual cosa traslladà la seva residència a Barcelona durant el trienni corresponent (1620-1623). Va morir el juliol del 1645, en plena guerra.